# Dave O'Brien (acteur)
Pour les articles homonymes, voir Dave O'Brien.
Dave O'Brien est un acteur, réalisateur et scénariste américain, né le 31 mai 1912 à Big Spring, au Texas, et mort le 8 novembre 1969 sur l'Île Santa Catalina (Californie).

## Filmographie

### Comme acteur
- 1930 : La Patrouille de l'aube (The Dawn Patrol) : Bit Part
- 1930 : Maybe It's Love (en) de William A. Wellman : Student at Rally
- 1931 : Flying High de Charles Reisner : Danseur
- 1932 : Is My Face Red?
- 1932 : Devil and the Deep : Submarine Crewman
- 1932 : Le Professeur (Speak Easily) : Chorus Boy
- 1932 : 70,000 Witnesses : Football Player
- 1932 : Les Sans-soucis (Pack Up Your Troubles)
- 1932 : Hot Saturday : Guest
- 1932 : Le Signe de la croix (The Sign of the Cross) : Christian on Stairway
- 1932 : Raspoutine et l'Impératrice (Rasputin and the Empress) : Soldier
- 1933 : 42e Rue (42nd Street) de Lloyd Bacon : Chorus boy
- 1933 : Night of Terror (en) : Victim
- 1933 : Jennie Gerhardt de Marion Gering : Bass Gerhardt
- 1933 : College Humor de Wesley Ruggles : Student
- 1933 : Flirting in the Park
- 1933 : One Man's Journey : Dance Extra
- 1933 : Prologue (Footlight Parade) : Chorus Boy, 'Honeymoon Hotel'
- 1933 : College Coach : Student on tennis court
- 1933 : Bonne à tout faire (Sitting Pretty) : Assistant Cameraman
- 1933 : The World Changes : Otto Peterson
- 1934 : Tomorrow's Children : Interne
- 1934 : Search for Beauty : Dance Extra
- 1934 : Wonder Bar : Chorus Boy
- 1934 : La Soirée de Miss Stanhope (Coming Out Party) de John G. Blystone : rôle non crédité
- 1934 : Rythmes d'amour (Murder at the Vanities) : Chorus Boy
- 1934 : The Hell Cat : Polo Player
- 1934 : We're Rich Again : Pete, first injured polo player
- 1934 : Gift of Gab
- 1934 : Student Tour : Student
- 1934 : The Silver Streak : Boulder Dam Phone Operator
- 1934 : Music in the Air de Joe May
- 1934 : Shirley aviatrice (Bright Eyes) : Bill aka Tex, Aviator
- 1935 : Sweet Music : Man
- 1935 : The Little Colonel : Frank Randolph
- 1935 : No More Ladies : Party Guest
- 1935 : Hooray for Love : Chorus Boy in Show
- 1935 : L'Évadée (Woman Wanted) de George B. Seitz : Steve, Tap Dancer at Baxter's Party
- 1935 : Welcome Home : Stanley Phillips
- 1935 : Red Salute : Student at Rally
- 1935 : Le Gai Mensonge (The Gay Deception) : Bellhop
- 1935 : She Married Her Boss : Man
- 1935 : Ship Cafe (en) de Robert Florey : Young Man
- 1936 : Reefer Madness : Ralph Wiley
- 1936 : The Adventures of Frank Merriwell : George Baldwin [Chs. 8-9]
- 1936 : Sur la piste d'Oregon (The Oregon Trail) : Settler
- 1936 : The Crime of Dr. Forbes : Student Doctor
- 1936 : The Black Coin : Terry Navarro
- 1936 : The Girl on the Front Page : Nightclub Extra
- 1937 : Le Cœur en fête (When You're in Love) : Dancer
- 1937 : Lightnin' Crandall : Tommy Shannon
- 1937 : Brothers of the West : Bart, Tracy Henchman
- 1937 : Monsieur Dodd prend l'air (Mr. Dodd Takes the Air) d'Alfred E. Green : Studio 9 Technician
- 1937 : Rough Riding Rhythm (en) de J. P. McGowan : Detective Waters
- 1937 : Dans les mailles du filet (Renfrew of the Royal Mounted) de Albert Herman : Henchman Charles 'Dreamy' Nolan
- 1937 : Million Dollar Racket : Johnny Henessey
- 1937 : Youth on Parole : Undetermined Role
- 1938 : Born to Be Wild : Trucker
- 1938 : The Secret of Treasure Island : Det. Jameson [Chs. 4-7]
- 1938 : Whirlwind Horseman : Henchman Slade
- 1938 : Man's Country : Bert
- 1938 : The Utah Trail : Mason (bookkeeper)
- 1938 : Starlight Over Texas
- 1938 : Frontier Scout : Steve Norris
- 1938 : Where the Buffalo Roam : Jeff Gray
- 1938 : Law of the Texan : Henchman
- 1938 : Gun Packer de Wallace Fox : Henchman Red Baker
- 1938 : Song of the Buckaroo : Tex Alden
- 1939 : Water Rustlers : Bob Lawson
- 1939 : Drifting Westward : Henchman Trigger
- 1939 : Sundown on the Prairie : Danny
- 1939 : Code of the Cactus : Bob Swane
- 1939 : Rollin' Westward : Red
- 1939 : Trigger Smith : Henchman Duke
- 1939 : Texas Wildcats : Ed Arden, Molly's Brother
- 1939 : Outlaws' Paradise : Henchman Meggs
- 1939 : The Singing Cowgirl : Dick Williams
- 1939 : Le Bandit du Wyoming (Wyoming Outlaw) : Acacia Park Game Warden
- 1939 : Riders of the Sage : Tom Martin
- 1939 : New Frontier : Jason Braddock
- 1939 : Daughter of the Tong : Jerry Morgan
- 1939 : Fighting Renegade : Doctor Jerry Leonard
- 1939 : Le Tigre de l'Arizona (The Arizona Kid) : Soldier
- 1939 : Mutiny in the Big House : Daniels
- 1939 : Flaming Lead : Frank Gordon
- 1939 : Main Street Lawyer : Cast
- 1939 : Fighting Mad : Sgt. Kelly
- 1939 : Buried Alive : Carson
- 1939 : Crashing Thru (en) d'Elmer Clifton : Fred Chambers (Ann's brother)
- 1940 : Buzzy Rides the Range : Ken Blair
- 1940 : Yukon Flight : Constable Kelly
- 1940 : Danger Ahead : Sgt. Kelly
- 1940 : East Side Kids : Knuckles Dolan
- 1940 : Murder on the Yukon (en) : Constable Kelly
- 1940 : Phantom Rancher : Henchman Luke
- 1940 : Son of the Navy : Nelson
- 1940 : Cowboy from Sundown : Steve Davis
- 1940 : The Kid from Santa Fe : Chester
- 1940 : Hold That Woman! : Miles Hanover
- 1940 : Sky Bandits (en) de Ralph Staub : Constable Kelly
- 1940 : Boys of the City : Knuckles Dolan
- 1940 : Gun Code : Henchman Gale
- 1940 : Queen of the Yukon : Bob
- 1940 : That Gang of Mine : Knuckles Dolan
- 1940 : La Chauve-souris du diable ( The Devil Bat), de Jean Yarbrough : Johnny Layton (reporter)
- 1941 : Flying Wild : Tom Lawson
- 1941 : Buzzy and the Phantom Pinto
- 1941 : The Spider Returns : Jackson, Wentworth's Aide
- 1941 : Murder by Invitation : Michael, the Chauffeur
- 1941 : Billy the Kid in Santa Fe : Texas Joe Benson
- 1941 : The Texas Marshal : Buzz Weston
- 1941 : The Deadly Game : Ralph Spencer
- 1941 : The Gunman from Bodie : Joe Martin
- 1941 : Billy the Kid Wanted : Jeff
- 1941 : Spooks Run Wild : Jeff Dixon
- 1941 : Double Trouble : Sparky Marshall
- 1941 : Forbidden Trails : Jim Cramer
- 1942 : Victory Vittles
- 1942 : Calling All Pa's
- 1942 : Captain Midnight : Captain Albright, aka Captain Midnight
- 1942 : What About Daddy?
- 1942 : Billy the Kid's Smoking Guns : Jeff Travis
- 1942 : Victory Quiz : Soldier
- 1942 : Down Texas Way : Dave Dodge
- 1942 : Prisoner of Japan : Marine
- 1942 : Law and Order : Jeff Travis
- 1942 : Sheriff of Sage Valley : Jeff
- 1942 : Carry Harry : Arthur, Harry's friend
- 1942 : King of the Stallions (en) : Steve Mason
- 1942 : Le Monstre de minuit (Bowery at Midnight) de Wallace Fox : Pete Crawford
- 1942 : The Yanks Are Coming : Sgt. Callahan
- 1942 : 'Neath Brooklyn Bridge (en) de Wallace Fox : Police Sergeant Phil Lyons
- 1942 : The Rangers Take Over : Texas Ranger Tex Wyatt
- 1943 : First Aid : Crandall K. Krumb
- 1943 : Bad Men of Thunder Gap : Texas Ranger Tex Wyatt
- 1943 : Who's Superstitious? : Man who slips on the street / Woman who falls down stairs
- 1943 : West of Texas (en) d'Oliver Drake : Texas Ranger Tex Wyatt
- 1943 : Border Buckaroos (en) d'Oliver Drake : Tex Wyatt
- 1943 : Seventh Column : Falstaff Pratt, the Indestructible Man
- 1943 : Salute to the Marines (en) : Sergeant
- 1943 : Fighting Valley (en) d'Oliver Drake : Texas Ranger Tex Wyatt
- 1943 : Trail of Terror d'Oliver Drake : Tex Wyatt / Curly Wyatt
- 1943 : The Return of the Rangers : Texas Ranger Tex Wyatt
- 1943 : Boss of Rawhide d'Elmer Clifton : Texas Ranger Tex Wyatt
- 1944 : Outlaw Roundup : Tex Wyatt
- 1944 : Guns of the Law : Tex Wyatt
- 1944 : The Pinto Bandit : Tex Wyatt
- 1944 : Spook Town : Texas Ranger Tex
- 1944 : Movie Pests : Feet-in-the-Aisle Pest
- 1944 : Brand of the Devil : Tex Wyatt
- 1944 : Gunsmoke Mesa : Tex Wyatt
- 1944 : Gangsters of the Frontier : Texas Ranger Dave Wyatt
- 1944 : Dead or Alive (en) : Dave Wyatt
- 1944 : The Whispering Skull : Dave Wyatt
- 1945 : Tahiti Nights : Jack
- 1945 : Marked for Murder : Texas Ranger Dave Wyatt
- 1945 : The Man Who Walked Alone de Christy Cabanne : Cpl. Marion Scott
- 1945 : The Phantom of 42nd Street : Tony Woolrich
- 1945 : Enemy of the Law : Dave Wyatt
- 1945 : Three in the Saddle : Dave Wyatt
- 1945 : Frontier Fugitives : Texas Ranger Dave Wyatt
- 1945 : Flaming Bullets : Texas Ranger Dave Wyatt / Outlaw Steve Carson
- 1945 : Bus Pests : Pest
- 1946 : Studio Visit : O'Brien, film director
- 1946 : I Love My Husband, But!
- 1947 : Early Sports Quiz: What's Your I.Q. No. 13 : Roller Skate Maker
- 1947 : I Love My Wife But! : Husband
- 1947 : Pet Peeves
- 1947 : What D'ya Know?
- 1947 : Have You Ever Wondered?
- 1948 : I Love My Mother-in-Law, But! : Husband
- 1948 : You Can't Win : Harried Homeowner
- 1948 : Just Suppose : Husband
- 1948 : Why Is It?
- 1948 : Let's Cogitate
- 1949 : Those Good Old Days
- 1949 : How Come?
- 1950 : Did'ja Know? : Expectant father / Greeting card customer / Patient / Job applicant
- 1950 : Wrong Way Butch : Butch
- 1951 : Fixin' Fool : Husband
- 1951 : Bandage Bait : Butch
- 1952 : It Could Happen to You
- 1952 : Reducing
- 1953 : T.V. of Tomorrow : Man on TV
- 1953 : Cash Stashers : Joe Shmoe
- 1953 : It Would Serve 'Em Right : Chris Crusty
- 1953 : Landlording It : Silas Q. Softheart
- 1953 : Embrasse-moi, chérie (Kiss Me Kate) : Ralph
- 1953 : Things We Can Do Without : Dave
- 1954 : Ain't It Aggravatin'
- 1954 : Tennessee Champ : Luke MacWade
- 1954 : Do Someone a Favor! : George Dibson
- 1954 : Out for Fun
- 1956 : The Kettles in the Ozarks : Conductor
- 1956 : The Desperados Are in Town : Dock Lapman aka Mr. Brown

### Comme réalisateur
- 1946 : Sports Sticklers
- 1946 : Treasures from Trash
- 1946 : Sure Cures
- 1946 : I Love My Husband, But!
- 1946 : Playing by Ear
- 1947 : Diamond Demon
- 1947 : I Love My Wife But!
- 1947 : Pet Peeves
- 1947 : Football Thrills No. 10
- 1947 : Surfboard Rhythm
- 1947 : What D'ya Know?
- 1947 : Have You Ever Wondered?
- 1948 : Bowling Tricks
- 1948 : I Love My Mother-in-Law, But!
- 1948 : You Can't Win
- 1948 : Just Suppose
- 1948 : Why Is It?
- 1948 : Ice Aces
- 1948 : Let's Cogitate
- 1949 : Those Good Old Days
- 1949 : What I Want Next
- 1949 : How Come?
- 1950 : Did'ja Know?
- 1950 : Wrong Way Butch
- 1951 : Fixin' Fool
- 1951 : Camera Sleuth
- 1951 : Bandage Bait
- 1951 : Bargain Madness
- 1951 : Football Thrills No. 14: Football Thrills of 1951
- 1952 : Musiquiz
- 1952 : It Could Happen to You
- 1952 : Reducing
- 1952 : Gymnastic Rhythm
- 1952 : Pedestrian Safety
- 1952 : I Love Children, But!
- 1953 : Cash Stashers
- 1953 : It Would Serve 'Em Right
- 1953 : Landlording It
- 1953 : Things We Can Do Without
- 1954 : Film Antics
- 1954 : Ain't It Aggravatin'
- 1954 : Do Someone a Favor!
- 1954 : Out for Fun
- 1955 : The Fall Guy

### Comme scénariste
- 1946 : Equestrian Quiz
- 1946 : Sure Cures
- 1947 : Athletiquiz
- 1947 : Diamond Demon
- 1947 : Early Sports Quiz: What's Your I.Q. No. 13
- 1947 : I Love My Wife But!
- 1947 : Pet Peeves
- 1947 : Surfboard Rhythm
- 1947 : What D'ya Know?
- 1947 : Have You Ever Wondered?
- 1948 : Bowling Tricks
- 1948 : I Love My Mother-in-Law, But!
- 1948 : You Can't Win
- 1948 : Just Suppose
- 1948 : Why Is It?
- 1948 : Ice Aces
- 1948 : Let's Cogitate
- 1950 : Did'ja Know?
- 1950 : Wrong Way Butch
- 1951 : Camera Sleuth
- 1951 : Bandage Bait
- 1951 : Bargain Madness
- 1952 : I Love Children, But!
- 1953 : Cash Stashers
- 1953 : It Would Serve 'Em Right
- 1953 : Landlording It
- 1953 : Things We Can Do Without
- 1954 : Ain't It Aggravatin'
- 1954 : Do Someone a Favor!
- 1954 : Out for Fun
- 1959 : The Red Skelton Chevy Special (TV)
- 1966 : Huyendo del halcón